# Wonderful Journey (single)
"Wonderful Journey" (estilizado como "WONDERFUL JOURNEY") é o quarto single do grupo Idol Japonês Sakura Gakuin. Ele foi lançado no Japão dia 5 de setembro de 2012.

## Faixas
O single foi lançado em três edições: uma Regular (CD) e duas Limitadas (CD+DVD).

### CD
| Edição Regular |                                                   |         |  |
| N.º            | Título                                            | Duração |  |
| 1.             | "Wonderful Journey"                               |         |  |
| 2.             | "Marshmallow Iro no Kimi to" (マシュマロ色の君と) |         |  |
| 3.             | "Wonderful Journey (Instrumental)"                |         |  |
| 4.             | "Marshmallow Iro no Kimi to (Instrumental)"       |         |  |

| Edições limitadas Tipo A e B |                                    |         |  |
| N.º                          | Título                             | Duração |  |
| 1.                           | "Wonderful Journey"                |         |  |
| 2.                           | "Song for smiling"                 |         |  |
| 3.                           | "Wonderful Journey (Instrumental)" |         |  |
| 4.                           | "Song for smiling (Instrumental)"  |         |  |

### DVD
| Edição limitada Tipo A |                        |         |  |
| N.º                    | Título                 | Duração |  |
| 1.                     | "Wonderful Journey PV" |         |  |

| Edição limitada Tipo B |                                                                            |         |  |
| N.º                    | Título                                                                     | Duração |  |
| 1.                     | "Song for smiling (『TOKYO IDOL FESTIVAL 2012』 8.04@HOT STAGE LIVE Eizo)" |         |  |

## Desempenho nas paradas musicais
| Tabela                              | Melhor posição |
| ----------------------------------- | -------------- |
| Japão (Oricon Weekly Singles Chart) | 23             |